# Joseph-Frédéric Debacq
Joseph-Frédéric Debacq (* 15. Mai 1800 in Paris; † 1892 ebenda) war ein französischer Architekt.
Debacq studierte seit 1818 an der École des beaux-arts in Paris bei Lucien Van Clemputte. Er wurde Architekt der Stadt Paris. 1825 und 1828 unternahm er gemeinsam mit dem Herzog von Luynes Forschungen in Unteritalien, insbesondere in Metapont. Mit Charles Garnier arbeitete er am Bau der Grabkapelle des Château de Dampierre in Dampierre für den Herzog von Luynes, dessen Privathaus in Paris er auch errichtete.

## Veröffentlichungen
- mit Honoré Théodoric d’Albert de Luynes: Métaponte, P. Renouard, Paris 1833 (urn:nbn:de:bsz:16-diglit-61087 Digitalisat HEIDI, Digitalisat Arachne).